# 佐迪·艾巴
佐迪·艾巴·拉莫斯（1989年3月21日—），西班牙足球運動員，現時效力於美職聯球隊邁阿密國際，為西班牙國家足球隊成員，並擔任隊長，司職左後衛，也能勝任左中場。
艾巴在奥斯皮塔莱特開展其足球生涯，曾在巴塞隆拿受訓七年，成名於華倫西亞，並在2012年重返巴塞隆拿。他也是西班牙國家足球隊現役球員，曾助球隊奪得2012年歐洲國家盃冠軍。
艾爾巴是極具攻擊性的邊後衛，突破能力出眾、助攻能力很強，充沛的體力與超凡的速度為他的特色，但有深入敵陣過頭而來不及回防的缺失；另外身版瘦弱矮小，無法承受高壯邊鋒的衝擊。
阿尔瓦是一个身材矮小，技术天赋高，灵活，进攻快速的左后卫，他也可以作为一个左边锋；他以带球、站位、移动和他的进攻能力而闻名。

## 球會生涯

### 早年
艾巴出生於加泰羅尼亞巴塞隆拿省略夫雷加特河畔奧斯皮塔萊特（L'Hospitalet de Llobregat），在1998年加入巴塞隆拿足球俱乐部的青訓學院，2005年離開拉瑪西亞轉投哥尼拿，約兩年後以€6,000身價加盟華倫西亞，並在此完成學徒生涯。
2007–08賽季，艾巴助華倫西亞預備隊馬斯泰拿升班至第四級別聯賽，隨後被借用至第二級別球隊塔拉戈納體操，他在此以穩定發揮得到24場正選上陣。

### 華倫西亞

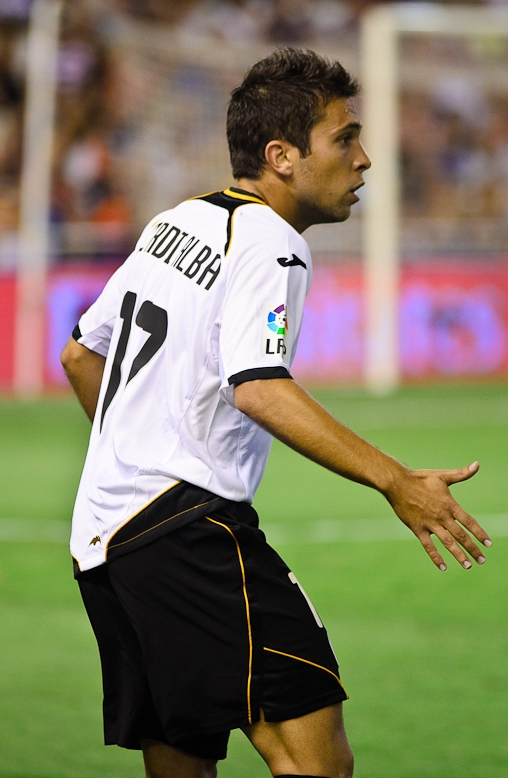
艾巴效力巴伦西亚期間。

2009年9月23日華倫西亞4–2勝賽事中，艾巴代表蝙蝠軍團亮相西甲聯賽，接着又在兩場對里尔和布拉格斯拉維亞的歐霸盃分組賽中正選出賽。2009–10賽季由於華倫西亞防線受傷患困擾，原本擔任左中場的艾巴常充當左後衛，而且有出色發揮。2010年4月11日，他射入代表球隊的首個進球，但球隊依然2–3負於主隊馬略卡。
2010–11賽季，領隊烏拿·艾瑪利把艾巴近乎全部時間放在後防線上，使他須和法國人爭奪正選左閘位置。艾巴出戰27場聯賽，助球隊守住第三名。
2011–12賽季，艾瑪利開始把艾巴和馬蒂厄同時放在左路上，此戰術成功使兩人靈活交換位置，相互配合攻防。艾巴讚賞領隊是讓他能適應防守工作的關鍵人物。

### 巴塞隆拿
2012年6月28日，舊東家巴塞隆拿回購艾巴，簽約五年，轉會費€1,400萬。巴薩原本的主力左閘因患肝癌須要休養，這給了艾巴上陣機會。他在8月19日完成首秀，在主場對聯賽賽事中打滿全場，並助球隊5–1大勝。他在2012年10月20日打入代表紅藍軍團的處子球，對拉科鲁尼亚射入先開紀綠的一球，卻在同一場比賽射入最後的烏龍球，最終球隊仍險勝5–4。在接着比賽中，艾巴充當救世主，該場歐冠分組賽巴薩主場對些路迪，艾巴在補時最後一分鐘上演絕殺，使球隊得以2–1險勝。
2013年3月12日，巴塞隆拿在歐冠十六強首回合作客0–2負於AC米蘭後，在次回合主場4–0大逆轉晉級，成就歐冠史上首次首回合落後兩球仍能逆轉反勝的奇蹟。艾巴在該場再次收獲最後時刻進球，射入奠定勝局的一球。
2015年6月2日，艾巴同意簽下一份为期五年的新合同。
2019年3月11日，艾巴同意簽下另一份为期五年的新合同。
艾巴在2020-21赛季有歷來最好的表现，他在所有比赛中打进5球并有13次助攻。
2021年8月9日，在梅西離開俱樂部後，艾爾巴被宣佈為巴塞羅那的第四任隊長。
2023年5月24日，在得知梅西即將前往美職聯（MLS）加盟邁阿密國際之後，決定離開巴塞羅那，與隊友布斯克茨一起前往美職聯，協助梅西。在和俱樂部達成協議提前一年終止合約後，宣布艾爾巴將在2022-23賽季結束後離開巴塞羅那。

### 邁阿密國際
2023年7月20日，邁阿密國際宣布與艾爾巴簽訂一份為期一年半的合同，並可選擇再續約一年。8月3日，他在聯賽杯附加賽對陣奧蘭多城的比賽中首次代表俱樂部出場，並在下半場登場幫助球隊以3-1獲勝。8月15日，他在聯賽杯半決賽4-1戰勝費城聯隊的比賽中攻入了他為俱樂部的第一個進球。8月20日，邁阿密國際隊在 2023 年聯賽杯決賽中點球大戰擊敗納許維爾 SC，贏得了他在俱樂部的第一個冠軍頭銜。
9月7日，艾爾巴在俱樂部3-1戰勝洛杉磯FC的比賽中攻入了他在常規賽的第一個進球。

## 國家隊生涯

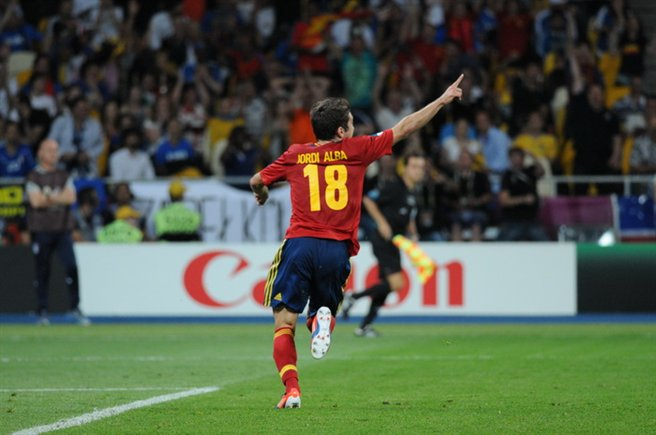
艾巴在2012年歐洲國家盃決賽的進球慶祝。

艾巴曾入選西班牙19歲以下國家足球隊出戰2008年歐洲U-19足球錦標賽，並在2009年地中海运动会出戰全部四場賽事，奪得金牌。他也曾隨隊征戰2009年U20世界盃足球賽。
艾巴在2011年9月30日首次得到成年國家隊的徵召，備戰兩場對捷克和蘇格蘭的2012年歐洲國家盃外圍賽。艾巴在10月11日第二場賽事中上陣，艾巴在左路助攻前華倫西亞隊友大衛·施華先開紀綠，該場西班牙勝3–1。首秀的出色表現使他成為接任霍安·卡普德维拉坐陣紅軍左閘的不二之選。
2012年歐洲國家盃，艾巴獲比森特·德尔·博斯克選中參與波蘭和烏克蘭主辦的賽事。他在所有賽事中上陣，並憑優秀發揮助西班牙登上冠軍寶座。在八強2–0勝法國一役中助攻沙比·阿朗素打進首球，決賽對意大利，艾巴更收獲國家隊處子球，他在一次快速反擊中與沙維配合打入第二球，該場西班牙大勝4–0奪冠。
艾巴亦是2013年洲際國家盃國家隊中主力成員，西班牙奪得本屆比賽亞軍，他打滿了4場比賽。艾巴在對尼日利亞的分組賽裏梅開二度，西班牙勝3–0。
2014年世界盃足球賽艾巴上陣了三場，惟未能阻止西班牙分組賽出局。

### 國際賽進球
| #  | 日期           | 場地                             | 對賽球隊 | 進球 | 比分 | 比賽                 |
| -- | -------------- | -------------------------------- | -------- | ---- | ---- | -------------------- |
| 1. | 2012年7月1日   | 烏克蘭基輔奧林匹克國家綜合體育場 | 義大利   | 2–0  | 4–0  | 2012年歐洲國家盃決賽 |
| 2. | 2012年10月12日 | 白俄罗斯明斯克迪納摩體育場       | 白俄羅斯 | 0–1  | 0–4  | 2014年世界盃外圍賽   |
| 3. | 2013年6月23日  | 巴西福塔雷萨卡斯特勞體育場       | 奈及利亞 | 1–0  | 3–0  | 2013年洲際國家盃     |
| 4. | 2013年6月23日  | 巴西福塔雷萨卡斯特勞體育場       | 奈及利亞 | 3–0  | 3–0  | 2013年洲際國家盃     |

## 榮譽
巴塞隆拿
- 西甲聯賽：2012–13、2014-2015、2015-2016、2017-2018、2018-2019、2022-2023
- 西班牙国王杯：2014-15、2015-2016、2016-2017、2017-2018、2020-2021
- 西班牙超級盃：2013、2016、2018、2023
- 欧洲冠军联赛：2014-2015
- 歐洲超級盃：2015
- 世俱盃：2015

 國際邁阿密
- 北美聯賽盃冠軍：2023

西班牙
- 歐洲國家盃冠軍 ：2012
- 地中海运动会冠軍 ：2009
- 歐洲國家聯賽冠軍 ：2022–23

### 個人
- 歐洲國家盃最佳陣容：2012
- 歐洲冠軍聯賽最佳陣容：2014-15
- 西甲聯賽最佳陣容：2014-15

## 數據

### 球會
截至2017年12月26日
| 球會         | 賽季     | 聯賽 | 聯賽 | 盃賽 | 盃賽 | 歐洲 | 歐洲 | 其他 | 其他 | 總計 | 總計 |
| 球會         | 賽季     | 上陣 | 進球 | 上陣 | 進球 | 上陣 | 進球 | 上陣 | 進球 | 上陣 | 進球 |
| ------------ | -------- | ---- | ---- | ---- | ---- | ---- | ---- | ---- | ---- | ---- | ---- |
| 塔拉戈納體操 | 2008–09  | 35   | 4    | 1    | 0    | —    | —    | —    | —    | 36   | 4    |
| 塔拉戈納體操 | 總計     | 35   | 4    | 1    | 0    | —    | —    | —    | —    | 36   | 4    |
|              | 2009–10  | 15   | 1    | 2    | 0    | 9    | 0    | —    | —    | 26   | 1    |
| 2010–11      | 26       | 2    | 4    | 0    | 3    | 0    | —    | —    | 33   | 2    |      |
| 2011–12      | 32       | 2    | 8    | 0    | 10   | 1    | —    | —    | 50   | 3    |      |
| 總計         | 73       | 5    | 14   | 0    | 22   | 1    | —    | —    | 108  | 6    |      |
| 巴塞隆拿     | 2012–13  | 29   | 2    | 5    | 1    | 9    | 2    | 1    | 0    | 44   | 5    |
| 巴塞隆拿     | 2013-14  | 15   | 0    | 5    | 0    | 4    | 0    | 2    | 0    | 26   | 0    |
| 巴塞隆拿     | 2014–15  | 27   | 1    | 6    | 1    | 11   | 0    | —    | —    | 44   | 2    |
| 巴塞隆拿     | 2015–16  | 31   | 0    | 3    | 1    | 9    | 0    | 2    | 0    | 45   | 1    |
| 巴塞隆拿     | 2016–17  | 26   | 1    | 6    | 0    | 6    | 0    | 1    | 0    | 39   | 1    |
| 巴塞隆拿     | 2017–18  | 14   | 1    | 0    | 0    | 4    | 0    | 2    | 0    | 20   | 1    |
| 巴塞隆拿     | 總計     | 142  | 5    | 25   | 3    | 43   | 2    | 8    | 0    | 218  | 10   |
| 生涯總計     | 生涯總計 | 251  | 14   | 40   | 3    | 65   | 3    | 8    | 0    | 360  | 20   |

### 國家隊
截至2013年6月23日
| 國家隊 | 賽季    | 上陣 | 進球 | 助攻 |
| ------ | ------- | ---- | ---- | ---- |
| 西班牙 | 2011–12 | 11   | 1    | 3    |
| 西班牙 | 2012–13 | 11   | 3    | 1    |
| 總計   | 總計    | 22   | 4    | 4    |